# امین کاظمی
امین کاظمی (زادهٔ ‎۱۷ اردیبهشت ۱۳۶۷) عضو تیم ملی کانوپولو در مسابقات جام جهانی فرانسه ۲۰۱۴ بود. تیم ایران در این مسابقات به رده ۱۷ دست یافت.

## جستار های وابسته
- تیم ملی کانوپولو مردان ایران